# Bodovce
Bodovce – wieś (obec) na Słowacji, w kraju preszowskim w powiecie Sabinov. Pierwsze wzmianki o miejscowości pochodzą z roku 1427.
Według danych z dnia 31 grudnia 2010 wieś zamieszkiwało 328 osób, w tym 164 kobiet i 164 mężczyzn.
W 2001 roku względem narodowości i przynależności etnicznej całość populacji stanowili Słowacy. 99,07% spośród nich wyznawało rzymskokatolicyzm, a pozostałe 0,93% grekokatolicyzm. We wsi znajdowało się 89 domostw.